# Heinkel He 72
Хейнкель He 72 (нем. Heinkel He 72 Kadett) — немецкий учебно-тренировочный самолёт 1930-х годов.

## История
He 72 Kadett представлял собой биплан смешанной конструкции с обшивкой из полотна, открытыми кабинами и неубирающимся шасси.
Летом 1934 года состоялись переговоры с ВВС Швейцарии о согласовании лицензионного выпуска. Однако контракт не был подписан.
В 1936 году в Болгарию было поставлено шесть He 72b.
Немецкая экспедиция Шульца-Кампхенкеля на Амазонку 1936/37 годов использовала He 72 с поплавками. Этот He 72 D (Werknr.604, D-EFON) хорошо показал себя в условиях экспедиции.
В 1937 г. He 72 использовался для испытаний стартовых ускорителей, которые были оснащены приводом, разработанным Гельмутом Вальтером.
В Люфтваффе He 72 был одним из наиболее широко используемых самолётов начальной лётной подготовки; He 72 B-1 числился как минимум в двадцати пяти школах и учебных подразделениях, такими как A/B 6 в Данциге, Ausbildungsregiment 5 в Зеераппене, A/B 11 (Шёнвальд), A/B 24 (Ольмюц), A/B 32 (Пардубице), A/B 43 (Метц-Диденхофен), A/B 62 (Бад-Фёслау), A/B 72 (Детмольд) и т.д..
Во Второй мировой войне самолёт применялся также и как связной. По состоянию на май 1940 года в ВВС насчитывалось 629 He 72, в январе 1944 года —  417. 
В соответствии с приказом по люфтваффе от 7 октября 1942 года осенью 1942 года началось создание авиаэскадрилий (Storkampfstaffel) и авиагрупп (Storkampfgruppe) лёгких ночных бомбардировщиков, на вооружение которых передавали снятую с вооружения авиатехнику, в том числе He-72.

## Серийный выпуск
He 72 выпускался с марта 1934 года по сентябрь 1937. В декабре 1934 года производство было переведено с фирмы Heinkel на предприятия компании Fieseler.
| Год   | Heinkel | Fieseler | Всего |
| ----- | ------- | -------- | ----- |
| 1933  | 2       |          | 2     |
| 1934  | 271     | 3        | 274   |
| 1935  |         | 116      | 116   |
| 1936  |         | 262      | 262   |
| 1937  |         | 114      | 114   |
| Итого | 273     | 495      | 768   |

## Варианты и модификации
- He 72a имел двигатель Argus As 8B (140 л. с.).
- He 72b основной серийный образец, двигатель BMW-Bramo Sh 14A (160 л. с.).
  - He 72b-1
  - He 72b-2 — облегчённая версия
  - He 72b-3 Edelkadett — гражданская разработка для туризма и обучения. Построено 30.
  - He 72bw Seekadett:  Прототип поплавкового гидроплана.
- He 72c — представлял собой модернизированную версию He 72b-3.[6][7]
- He 72 d — под этим обозначением было выпущено 30 Не 72b-1 для ВВС Словакии.
- He 172 - He 72b с капотом NACA. Единственный прототип (D-EEHU), 1934 год.[1]

## Тактико-технические характеристики (He 72B)
Источник данных: Die Deutsche Luftrüstung 1933–1945 Vol.2 – Flugzeugtypen Erla-Heinkel

Технические характеристики
- Экипаж: 2
- Длина: 7,5 м
- Размах крыла: 9 м
- Высота: 2,7 м
- Площадь крыла: 20,7 м²
- Масса пустого: 540 кг
- Максимальная взлётная масса: 865 кг
- Масса топлива во внутренних баках: ? (110 л)
- Силовая установка: 1 × 7-цилиндровый воздушного охлаждения BMW-Bramo Siemens & Halske Sh 14
- Мощность двигателей: 1 × 160 (1 × 120)
- Воздушный винт: двухлопастный, деревянный, фиксированного шага
- Диаметр винта: 2,2 м

Лётные характеристики
- Максимальная скорость:  
  - на высоте: 194 км/ч на 1 000 м
- Крейсерская скорость: 158 км/ч
- Практическая дальность: 820 км
- Практический потолок: 4 200 м
- Скороподъёмность: 3 м/с (2000 м за 14 минут)

## Страны-эксплуатанты
нацистская Германия
- Люфтваффе
- NSFK

 Болгария
- Царские ВВС Болгарии — в 1936 году из Германии получены шесть Heinkel He.72B[9], с 1938 они использовались ВВС Болгарии под наименованием «Канарче»

 Японская империя
- ВВС Императорского флота Японии приобрели 1 He 72.

 Словацкая республика (1939—1945)
- ВВС Словакии — использовали He 72d в качестве лёгкого ударного самолёта с небольшим количеством лёгких бомб[10]
- Партизанские военно-воздушные силы Словакии

 Польская Народная Республика
- ВВС Польши (после войны)

 Чехословакия
- ВВС Чехословакии (после войны около 20 бывших словацких Не 72d под названием C-12 использовались до середины 1950-х годов).